# 香川氏
香川氏（かがわし、かがわうじ）は、日本の氏族。香河とも書かれることがある。本姓は自称平氏。家系は桓武平氏を自称し鎌倉景政を祖とする武家である。但し桓武平氏と肯定するには裏付けに乏しい。主たる家系として安芸香川氏と讃岐香川氏の2流がある。

## 鎌倉氏流
相模国を本貫地とする一族で、鎌倉景政より四代の孫にあたる鎌倉景高が相模国高座郡香河（現在の神奈川県茅ヶ崎市周辺）を支配して以降、香川氏を称したのに始まる。景高は一人源頼朝・源義経に従い、手柄を立てたので1字を与えられ経高と改称した。
経高には、兄を経景、弟を義景という二人の子がいた。この父子3人は承久の乱においては幕府側として参加し戦功を立てた。
この一族の人物として『源平盛衰記』には「香河五郎」の名前が、『吾妻鏡』巻25には「香河三郎」「香河小五郎」の名前が見える。また後代には『鎌倉大草紙』に「香川修理亮」の名前が記されている。

## 安芸香川氏
安芸香川氏は安芸国を拠点とする鎌倉氏流香川氏子孫の氏族である。
承久3年（1221年）6月14日、承久の乱の功績により、香川経高の子・経景は安芸国八木を、その弟・義景は安芸国山県群戸谷を与えられた。貞応元年（1222年）3月3日、義景は、兄・経景の長男である香川景光と共に、相模国から安芸国へ移り、八木山の裾野に太河に突出したような山城（八木城）を築いた。
『芸藩通志』によると、香川経高の子・三郎経景は承久の乱の恩賞として多くの所領を与えられた。経景の子のうち景光は安芸国佐伯郡（安佐郡）八木の地頭職となり、安芸国へ移住し、八木城を拠点としたとされる。
戦国時代初期には安芸武田氏に従ったが、安芸武田氏は大内氏や毛利氏との戦いによって勢力を衰えさせた。当時の香川氏当主・香川光景は最後まで安芸武田氏を支えたものの、家中の争いにより離反して毛利氏に従った。『雲州軍話』や『安西軍策』に安芸香川氏の名前が散見される。
その後光景は、毛利氏の家臣として活躍し、毛利水軍の一角（川内水軍）も担い、多くの戦にも参加した。慶長5年（1600年）の関ヶ原の戦いで毛利氏が防長に移封されると、香川氏嫡流は岩国領吉川氏の家老職を務めた。また安芸国に残った香川氏も多く存在した。
香川氏の一族であった香川正矩は、主家の命もあり『陰徳記』を記した。その次男の景継は、延宝元年（1673年）京に出て宣阿と名乗り、『陰徳記』の加筆・修正を行い『陰徳太平記』として出版した。宣阿は武士を捨て、歌人として京に在住するようになり、「梅月堂」と称して徳大寺家に仕え、歌人として生きた。また、その子孫も代々徳大寺家に仕え、著名な歌人を輩出して、明治維新を迎えた。
吉川家の家老として生きた宣阿の兄・正経（正恒）は、現在も岩国に残る「香川家長屋門」を建てた。幕末に近い頃、その子孫に香川景晃を出して、藩政を支え、明治を迎えた。
尚、香川氏の本姓を桓武平と肯定するには、より多くの参考文献が必要となる。

### 系図
```
香川氏の正確な系図は不明であり、あくまでも参考としての記載に留める

鎌倉景政

 　┃
　
景継

 　┃
　
高政

 　┃
　
家政

　 ┃

香川経高
（安芸に所領を得る）
 　┣━━┓
　
景光
　
景則
（讃岐香川氏）
 （7代?略）
　
方景

   ┃
　
吉景

 　┣━━┓
　
行景
　
元景

　 ┏━━╋━━━━━┳━━┳━━┓
　
光景
　
元正
　　　　
就親
　
政俊
　
勝雄

 　┣━━┳━━┓　　┃
　
広景
　
春継
　
学澄
　
就経

 　┃　　┣━━┓　　┃
　
就景
　
家景
　
家継
　
元経

 　　　　│　　┃
　　　　
正矩
　
正矩
 
 　　　　┣━━┓
  　　　
正経
　
景継

               ┃
　　　　　　　
景新

               ┃
　　　　　　　
景平

               │
　　　　　　　
景柄

               ├──┬──┐
　　　　　　　
景樹
　
景欽
　
景嗣

               ┃
　　　　　　　
景恒

               ┃
　　　　　　　
景敏
```

## 讃岐香川氏
讃岐国西部を本貫地とする武家。
鎌倉権五郎景政を祖とする。香川直系の家紋は、九曜巴（桓武平氏良茂流）。相模の香川氏（桓武平氏良文流と称する鎌倉党の鎌倉権六郎景秀の後裔）、権六郎景秀（鎌倉権五郎景政の子、または孫（子の景継の子）景政の弟の3説）権六郎景秀の後は、相模介家政が高座郡にあった大庭荘の香川村（現茅ヶ崎市北部の大字）に住み、地名に因み香川権大夫と号した。
南北朝時代以降細川氏に従い、白峰合戦での戦功により安富氏とともに讃岐国に入部。代々守護代をつとめ、応仁の乱で活躍し、細川四天王の一人に数えられるようになる。その後、讃岐国内で勢力を広げ、戦国時代には讃岐国の西部の大半を支配するほどであった。
戦国時代の後期の当主香川之景は、毛利元就、織田信長、長宗我部元親と周囲の有力勢力に次々と接近し、織田信長の偏諱を賜り信景と改名。土佐国の長宗我部氏が勢力を拡大してくると長宗我部元親の次男、親和を養子に迎える等、所領の確保に努めたが、天正13年（1585年）、豊臣秀吉が行った四国征伐の際改易となった。

## 若狭香川氏
永享12年（1440年）、室町幕府第6代将軍・足利義教の命を受けて一色義貫を誅殺した功績によって、安芸武田氏の武田信栄に若狭守護職が与えられた。武田信栄の若狭国への入国に際して、安芸香川氏の一族がそれに付随したと推測される。熊谷氏・粟屋氏・内藤氏・逸見氏・山県氏等も同様に武田信栄の若狭国入国に従っている。
麻生野城を居城として活動。大永年間からの活動が見られる香川大和守は、弘治3年に城の麓に曹洞宗雲岳寺を創建して、先祖の霊を祀った。若狭武田氏の没落後に朝倉氏の若狭支配に反抗して織田信長に従属した香川右衛門大夫が居る。織田家に従属後は若狭国を支配した丹羽長秀の麾下となった。
一族は江戸時代には帰農して、麻生野の地で明治を迎えた。

## 平姓鎌倉氏流伊木氏
織田信長、池田恒興、輝政親子に仕えて、その重臣として活動した伊木忠次は、尾張国生まれで初名を香川長兵衛忠次と称し、平姓鎌倉氏の末裔であると称していた。永禄4年（1561年）に犬山城の対岸にある伊木山に拠った斎藤勢を攻めた際に著しい武功を挙げた。この功により織田信長より「伊木」の名字を賜り、名字を改めた。
池田氏は後に備前国岡山に移封されるが、伊木家もそれに従って33000石の知行を得て岡山藩筆頭家老となり、所領に虫明陣屋（岡山県瀬戸内市）を築いて、幕末まで続き、明治維新後には男爵に叙された。